# Solenopsis xyloni
Solenopsis xyloni là một loài kiến thường thấy được ở vùng phía Nam Hoa Kỳ.